# Pakatan Rakyat
Pakatan Rakyat (PR, svenska: folkpakten eller folkalliansen) är en informell opposition i Malaysia grundad den 1 april 2008 som motståndare till den styrande koalitionen Barisan Nasional.
PR-parterna inkluderar Parti Keadilan Rakyat (Folkets Justice Party) (PKR), Democratic Action Party (DAP) och Parti Islam Se-Malaysia (PAS). Redan till parlamentsvalet 1999 hade dessa tre partier och Parti Rakyat Malaysia (PRM) samarbetat under namnet Barisan Alternatif (Alternative Front), men de började gräla efter valet. Till riksdagsvalet 2008 gick de samman igen, nu utan PRM.
Varje parti har sin egen ideologiska inriktning: PKR lägger sin tonvikt på social rättvisa och kampen mot korruptionen, PAS är islamistiska och DAP socialdemokrater. Ledarna för denna allians är Lim Kit Siang, Anwar Ibrahim och Abdul Hadi.
För första gången sedan 1969 fick oppositionen i valet 2013 fler röster än regeringskoalitionen.
Det räckte dock inte till en majoritet i representanthuset då PR förlorade till Barisan Nasional som tog 133 platser i parlamentet. PR gick dock framåt och fick 89 mandat, mot 82 i valet 2008.